# Diego Valenzuela
Diego Valenzuela (Caseros, 11 de agosto de 1970) es un historiador, periodista, escritor, docente y político argentino que desde 2015 se desempeña como intendente del partido de Tres de Febrero, actualmente por La Libertad Avanza. Fue elegido para el cargo en las elecciones provinciales de 2015 y reelegido en las de 2019. Antes de ingresar a la función pública se desempeñó como periodista en medios gráficos, radio y televisión.

## Biografía
Hijo de Juan Carlos Valenzuela y Emilce Estruk. Entre 2001 y 2004 participó del programa Hora clave de Mariano Grondona.
Desde 2006 hasta 2010 fue productor en Todo Noticias y por esa señal conducía Noticias de la historia. Desde 2022 y alternando con su cargo municipal conduce Conurbano, tierra de oportunidades, en Canal 26.

### Inicios en la política
En 2002 fue director del consejo de administración CIPPEC, puesto que conservó hasta el año 2010.
En ese año fue designado en simultáneo en varios cargos en la ciudad autónoma de Buenos Aires. En la elección de octubre de 2015 se presentó como candidato a intendente de Tres de Febrero, por Cambiemos, y desplazó a Hugo Curto con el 43% de los votos. Asumió el cargo en diciembre de 2015. Asimismo, es secretario general del Consejo Directivo y director de la Cuenca Media del Comité del Río Reconquista (Comirec).

## Intendencia de Tres de Febrero

### Primer período de gobierno: 2015-2019
El 10 de diciembre de 2015 asumió como intendente de Tres de Febrero, lo que significó la culminación del mandato de veinticuatro años de Hugo Curto.
En enero de 2019 presentó «Los 151 hechos que están transformando a Tres de Febrero», como resumen de los cuatro años de gestión al frente del municipio.

### Segundo período de gobierno: 2019-2023
El 27 de octubre de 2019 Diego Valenzuela fue reelecto por Juntos por el Cambio como intendente de Tres de Febrero al alcanzar el 47% de los votos superando al candidato del Frente de Todos, Juan Debandi (44%).
Pocos meses después de iniciar el segundo período, readaptó su gestión a la pandemia de covid-19 (Coronavirus). El 19 de marzo, el presidente Alberto Fernández anunció cuarentena total a nivel nacional, lo que impactó en los gobiernos locales de todo el país.

Al inicio de la cuarentena obligatoria, el intendente circuló en auto por las calles de Tres de Febrero y, con un megáfono
   Los estudiantes de la Escuela de Árbitros fueron habilitados para realizar recorridas por los barrios del distrito, junto al Cuerpo de Preventores, para tocar el silbato o sacar tarjeta amarilla a quienes no cumplen las distintas medidas preventivas.
Junto al Ministerio de Obras Públicas de la Nación, la intendencia construyó el Hospital Modular de Emergencia de Martín Coronado, lo que permitió ampliar la oferta sanitaria y descomprimir el resto de los hospitales de la zona. Cuenta con 12 camas de terapia intensiva, oxígeno y respiradores, y con 26 camas de terapia intermedia.
Para aliviar el momento económico a comercios e industrias, prorrogó el vencimiento de la Declaración Jurada anual de la Tasa de Seguridad e Higiene y eximió del pago de este impuesto a los comercios no exceptuados durante el Aislamiento Social Preventivo y Obligatorio decretado por el Gobierno Nacional.
Lanzó «3F Desde Casa», una comunidad virtual en las redes sociales.
En el contexto de la pandemia, Valenzuela llevó adelante apertura al público del cementerio municipal de Pablo Podestá o el regreso a actividades deportivas para tratamientos médicos.
De igual modo, al igual que otros intendentes en el conurbano bonaerense, dispuso para los hipermercados (dentro del municipio) el cierre de las góndolas de productos no esenciales que no podían venderse en los comercios barriales, como indumentaria y juguetería, alcanzando una equidad comercial en defensa de los locales del distrito.
Frente a las constantes tomas de terrenos el intendente de Tres de Febrero se posicionó en contra de estas acciones ilegales y llevó adelante demoliciones en terrenos usurpados dentro de los barrios «Ejército de los Andes» y «Los Rusos», en Ciudadela.
Debido al constante debate sobre el posible cierre del aeropuerto El Palomar, el intendente se reunió con los trabajadores de las aerolíneas que funcionan en el aeropuerto y respaldó la vigencia de todos los puestos de trabajo, el comercio local, el federalismo y la conectividad que implica el funcionamiento del aeropuerto.
En junio de 2022, obtuvo un 67% de imagen positiva, entre los intendentes del conurbano bonaerense, según una encuesta de la consultora CB. El mandatario obtuvo un diferencial positivo del 38,5%. La encuesta fue elaborada a partir de un relevamiento de 638 a 841 casos por municipio y evalúa a 23 distritos del conurbano más la ciudad de La Plata. Se realizaron entre el 16 y el 21 de junio de 2022.

### Tercer período de gobierno: desde 2023
El 22 de octubre de 2023, en el marco de las elecciones presidenciales de Argentina de 2023, Valenzuela, volvió a ser reelecto para la intendencia de Tres de Febrero con el 47% de los votos, dejando en segundo lugar a Juan Debandi de Unión por la Patria con un 32%.
En enero de 2025, Valenzuela abandonó su partido Propuesta Republicana y se unió a La Libertad Avanza.

## Vida privada
Valenzuela tiene una productora de nombre "Reflexión SRL" que opera junto a sus hermanos.